# 金口河南站
金口河南站是成昆铁路新建复线峨广铁路上的车站，位于四川省乐山市金口河区共安彝族乡象鼻村，距离县城16公里。2022年12月26日，金口河南站正式投入使用。

## 车站结构
金口河南站站房地上三层，建筑面积约2971平方米，为线侧下式站房。站房外立面设计融入金口河峡谷的地貌特征。三楼为候车厅，最高聚集人数400人；二楼办公区，一楼为旅客进出口通道。
金口河南站站场建于八月岭隧道、月直山隧道间的金口河特大桥上，规模2台4线。
| 北↑ |      |                                        |  |
|     | 侧式 |                                        |  |
| 4道 | 2    | 峨广铁路到发线                         |  |
| Ⅱ道 |      | （特克站）峨广铁路上行正线（峨边南站） |  |
| Ⅰ道 |      | （特克站）峨广铁路下行正线（峨边南站） |  |
| 3道 | 1    | 峨广铁路到发线                         |  |
|     | 侧式 |                                        |  |
| '   | 3楼  | 进出站、候车厅                         |  |
| '   | 2楼  | 夹层、办公区                           |  |
| 南↓ | 1楼  | 对外交通                               |  |

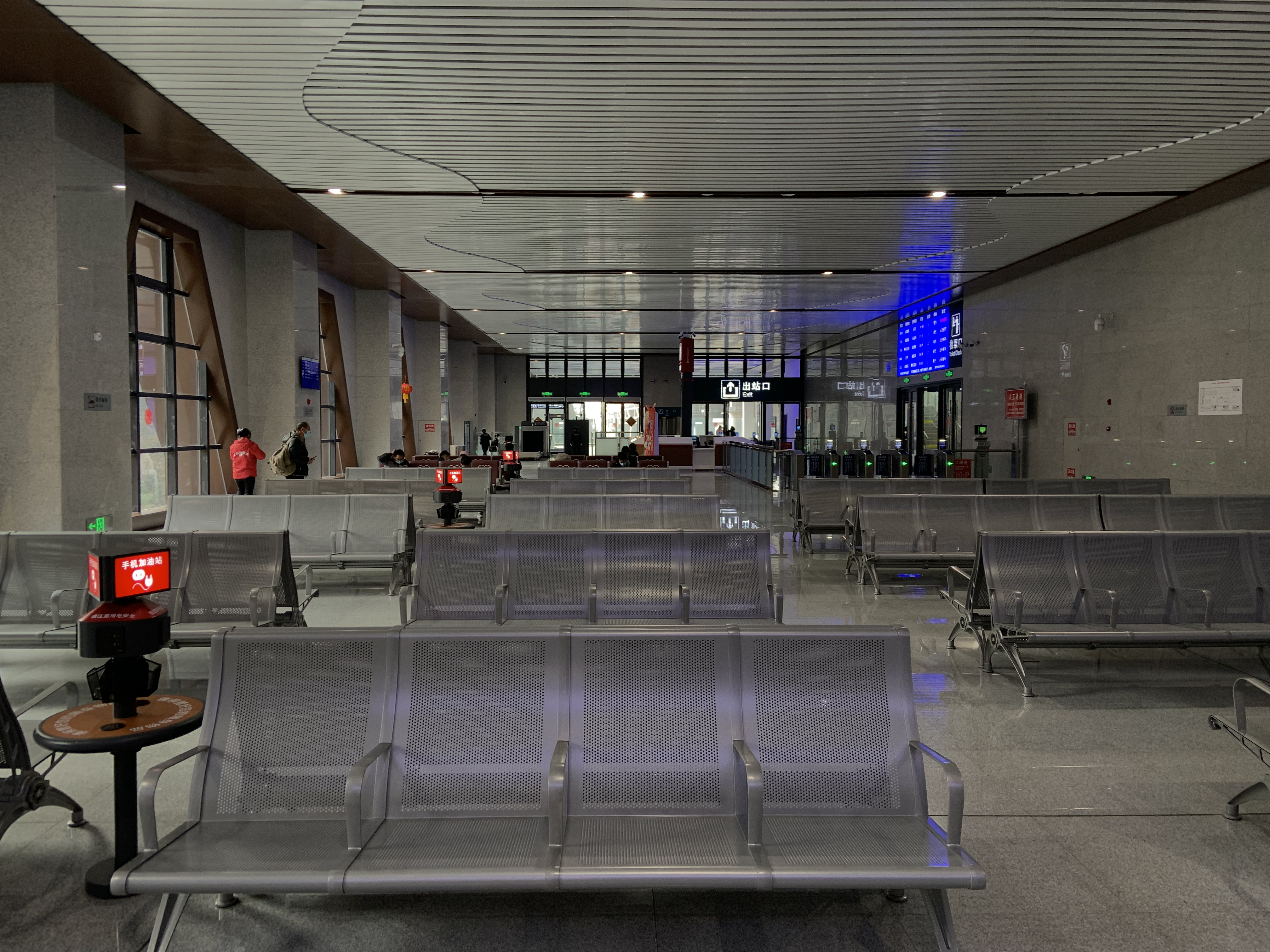
候车室
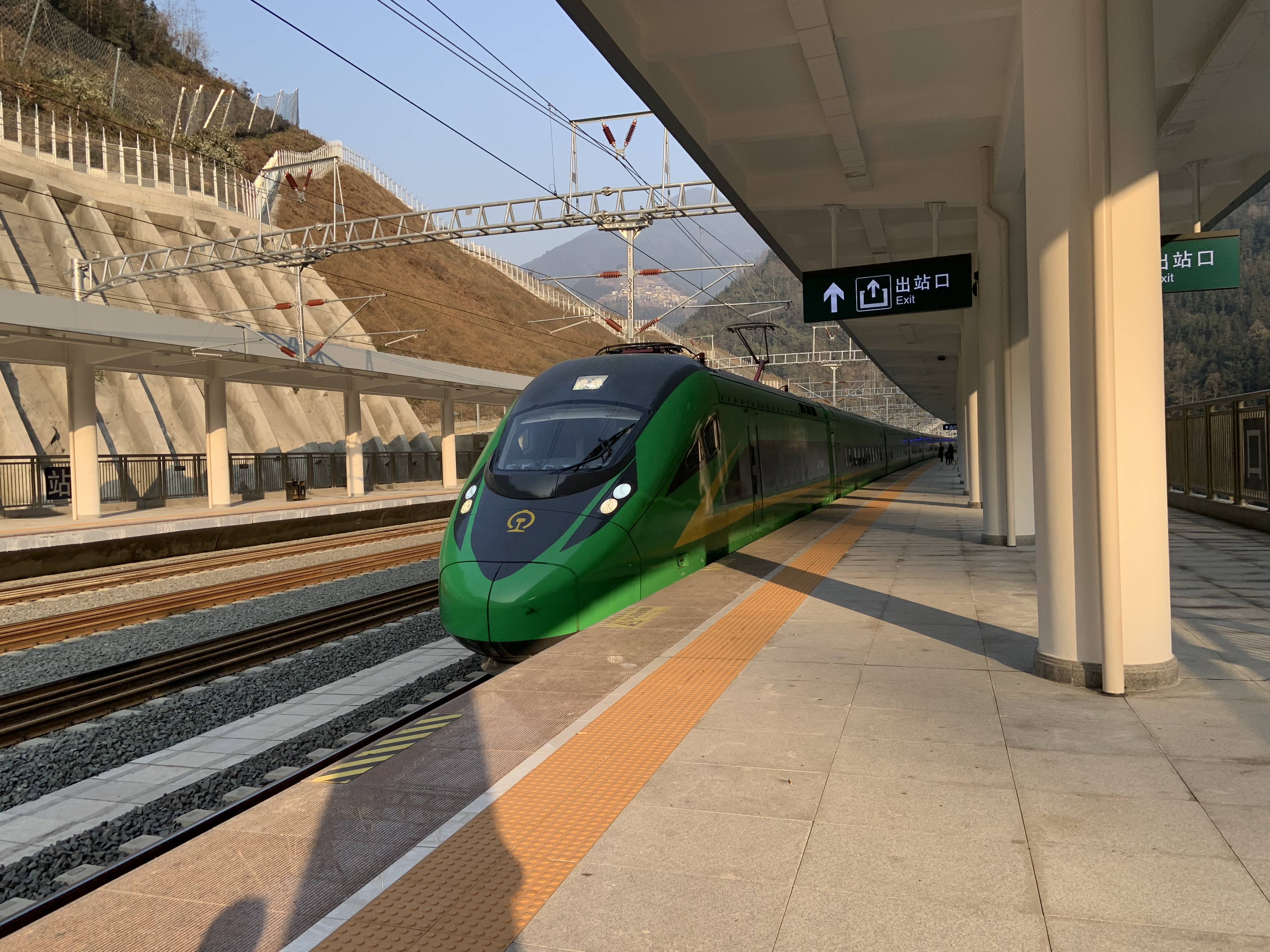
车站站台
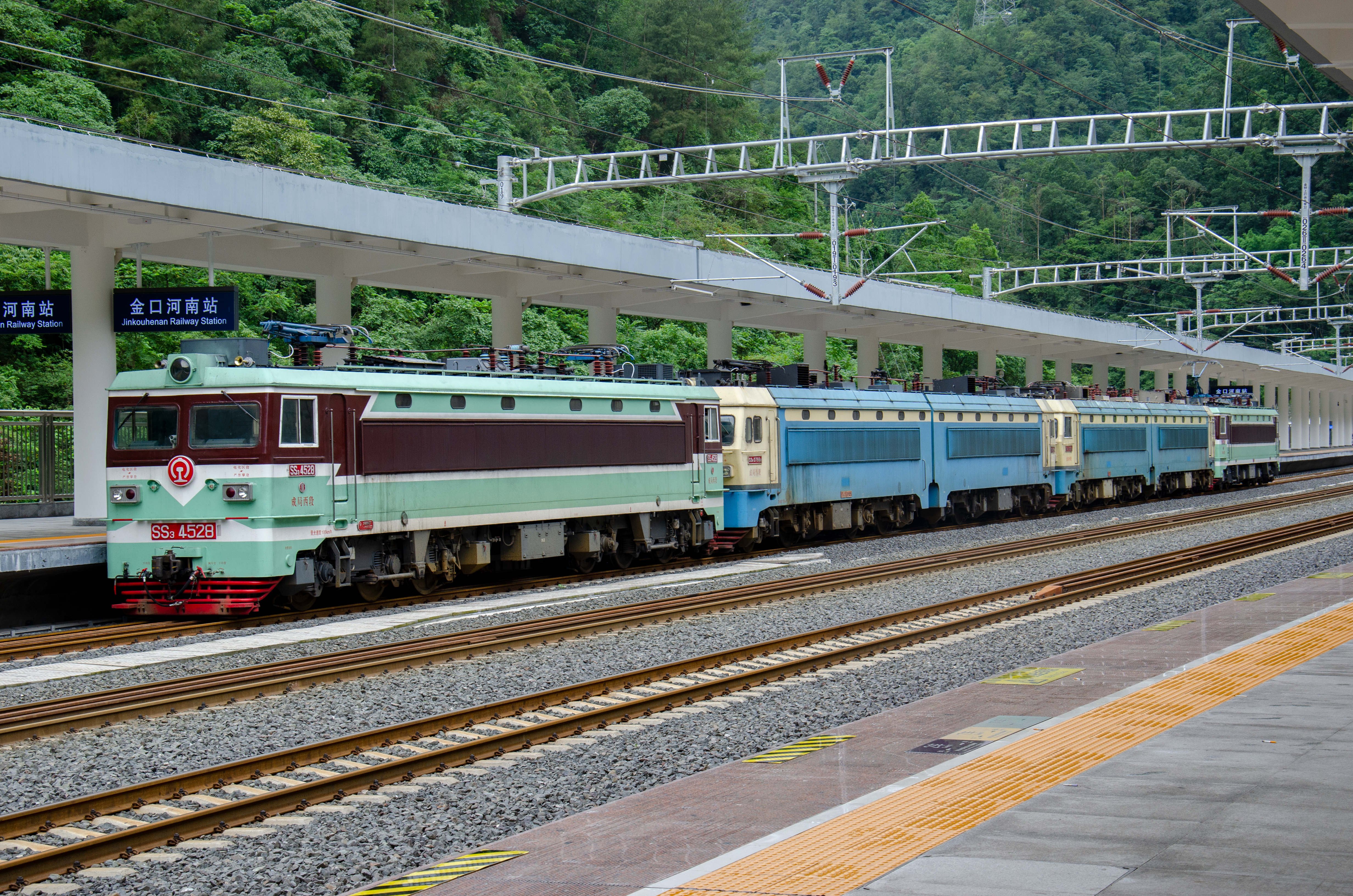
数台韶山3型電力機車及韶山4型電力機車停靠在车站3道